# خط أزرق رفيع

رمز الخط الأزرق

الخط الأزرق الرفيع (بالإنجليزية: Thin blue line)‏ هو مصطلح يستخدم للشرطة للتأكيد على أنها الخط الذي يمنع المجتمع من الانزلاق إلى الفوضى العنيفة. بالعامية، يشير المصطلح أيضًا إلى فكرة جدار الصمت الأزرق بين ضباط الشرطة المستخدمة للتستر على سوء سلوك الشرطة.
يُشير «الأزرق» في «الخط الأزرق الرفيع» إلى اللون الأزرق للزي الرسمي للعديد من أقسام الشرطة. ويُمثل الخط الأزرق في الوسط تطبيق القانون، ويمثل أحد الخطوط السوداء المواطنين والثاني يمثل المجرمين. يشير الموقع المركزي للشريط الأزرق إلى دور الشرطة المسؤولة عن حماية المواطنين من المجرمين.
يدعي أنصار الرمز أنه يهدف إلى دعم تطبيق القانون. في أعقاب الجدل حول استخدام القوة من قبل ضباط الشرطة الأمريكية، أصبح العلم الذي يمثل الخط الأزرق الرفيع شائعًا بين المسؤولين عن إنفاذ القانون وعائلاتهم وأنصارهم.